# پیلشچ
پیلشچ (به لهستانی:  Pilszcz) یک روستا در لهستان است که در گمینا کیتژ واقع شده‌است. پیلشچ ۱٫۹۸ کیلومتر مربع مساحت و ۷۵۵ نفر جمعیت دارد.